# Константій Владислав Собеський
Константій Владислав Філіп Собеський (пол. Konstanty Władysław Sobieski; 1680, Варшава — 26 липня 1726, Жовква) — син короля Яна III Собеського, державний, політичний і військовий діяч Республіки Обох Націй (Речі Посполитої). Представник шляхетського роду Собеських гербу Яніна.

## Життєпис

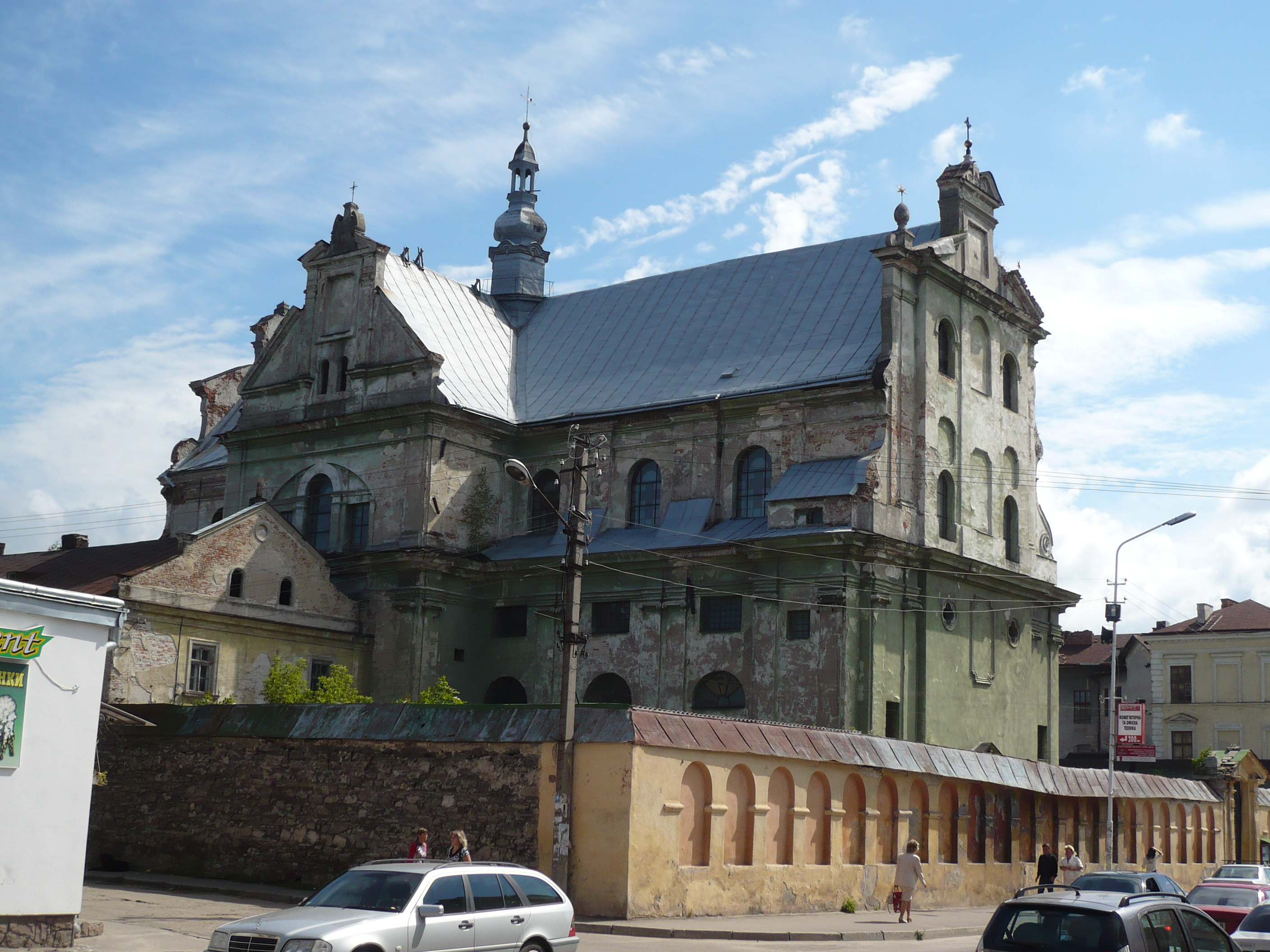
Місце поховання

Народився під час перебування матері у Варшаві. Виховання, навчання відбувалось за виробленою батьком 1685 року програмою для молодших синів. Вихователі: єзуїт Карло Мавриціо Вота, потім Реміґіян Сушицький з Краківського університету. Теорію інженерії, військове митецтво вивчав під керівництвом досвідчених вояків. Мав здібності до вивчення іноземних мов, головне захоплення — мистецтво, музика, театр. Як і брат Якуб Людвік, цікавився політикою.
У грудні 1708 залишив дружину в Ґданську, виїхав до Олави, у лютому 1709 — до Риму, звідки швидко повернувся до Галичини.
Після відступу Адама Миколая Сенявського під тиском військ Станіслава Лещинського опікувався його дружиною Ельжбетою, зокрема, супроводжував її у Скольому, Львові. У липні 1709 зустрівся в Жовкві з Адамом Миколаєм Сенявським, польним гетьманом Станіславом Матеушем Жевуським. Ельжбета Гелена Сенявська намагалася переконати чоловіка, частину «сандомирян», що перебували у Львові, вибрати його королем; планувала видати за нього свою доньку Зофію.
З 1718 року після вигнання Якуба Людвіка з Олави опікувався братово́ю, їхніми дітьми, проживаючи у Вроцлаві. 1722 року зустрівся з Авґустом II, навзаєм перепросили один одного. Тоді був досить хворим (ревматизм).
Помер у Жовкві, його тіло поховали в крипті-усипальниці фарного костелу святого Лаврентія, серце — у костелі домініканів у Жовкві.

## Власність, фундації
У квітні 1698 у Львові проведено поділ спадку померлого короля Яна III між його вдовою Марією Казимирою та синами. Зокрема, Константій став власником Підгірців (отримав після Конєцпольських, 1718 року продав Станіславові Матеушеві Жевуському), Жовківського та Крехівського «ключів», Вілянува (у 1720 році продав Ельжбеті Сенявській), палацу Казімєжівського у Варшаві. Після смерті брата Александра (1714), матері (1716) отримав Поморяни. — Марією Юзефою з Весселів, отримав, зокрема, Жовкву. У 1720 році продав Авґустові II мисливський палацик у Маримонті.
Колекціонував твори мистецтва, дбав про Жовкву, збільшив збірку книг батька, де, певне, переважала релігійна література. Зібрав колекцію портретів для галереї Жовкви — пам'ятка роду, рисунків, привезених із Вроцлава. Сприяв:
- діяльності Василя Петрановича (зокрема, виконав декоративні розписи інтер'єрів Жовківського замку, навчанню (Вроцлав) та творчості жовків'янина Лаврентія Отосельського (обидвоє перепроєктовували сад у Жовкві),
- зведенню нової Церкви Святої Трійці (Жовква) (нині входить до Світової спадщини ЮНЕСКО),
- 1721—1722 — відбудова Жовкви, зокрема, ратуші,
- приїзду до Вроцлава першої оперної трупи.

## Родина
Дружина Марія Юзефа Вессель, шлюб 18 листопада 1708, Ґданськ. 19 жовтня записав їй право «доживоття» на власні маєтності, капітали Собєських у Парижі, 10 000 талерів, забезпечених на Жовкві. Одруження було несподіваним, мати та Якуб Людвік намагалися його відмовити, потім — скасувати чи визнати шлюб недійсним. Частина істориків припускають, що організатором шлюбу був саксонський («саський») міністр Флеммінґ з метою компрометації К. В. Собеського перед громадськістю. 1725 року вона несподівано приїхала до Вроцлава, допомогла владнати фінансові проблеми, переконала виїхати до Жовкви (жовтень 1725). Дітей у шлюбі не мали. Якуб Людвік із Марією Юзефою з Весселів у 1728 році остаточно врегулював майнові справи померлого брата.